# Sineu
Sineu ist eine Gemeinde auf der spanischen Baleareninsel Mallorca. Sie liegt in der Inselmitte in der Ebene es Plà und zählt 4.469 Einwohner (Stand: 2024), von denen 2953 im gleichnamigen Ort lebten (Stand 2008). Im Jahr 2006 betrug der Ausländeranteil der Gemeinde 13,6 % (427), der Anteil deutscher Einwohner 4,7 % (147).
Sineu war im Mittelalter Residenzstadt von König Jaume II.

## Wirtschaft und Infrastruktur

### Wochenmarkt in Sineu
Eine Attraktion von Sineu ist der wöchentlich am Mittwochvormittag stattfindende Vieh- und Kunsthandwerksmarkt, der der einzige echte Bauernmarkt auf Mallorca ist. Er besteht seit 1306. Auf dem Markt gibt es fast alles zu kaufen, von einheimischen Produkten bis zu Kleidung. Zu den größten Attraktionen des Marktes gehört der Tiermarkt.

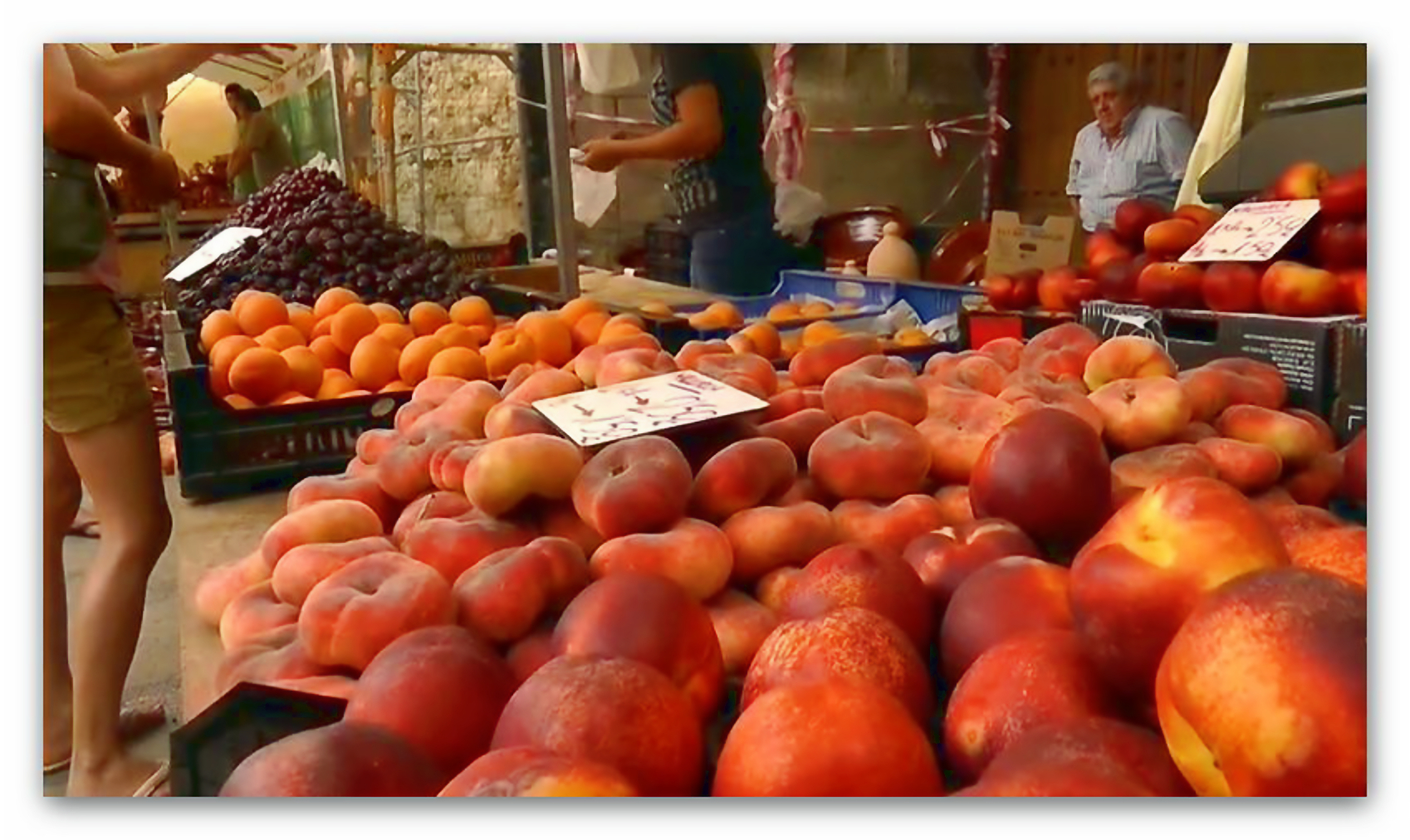
Frisches Obst
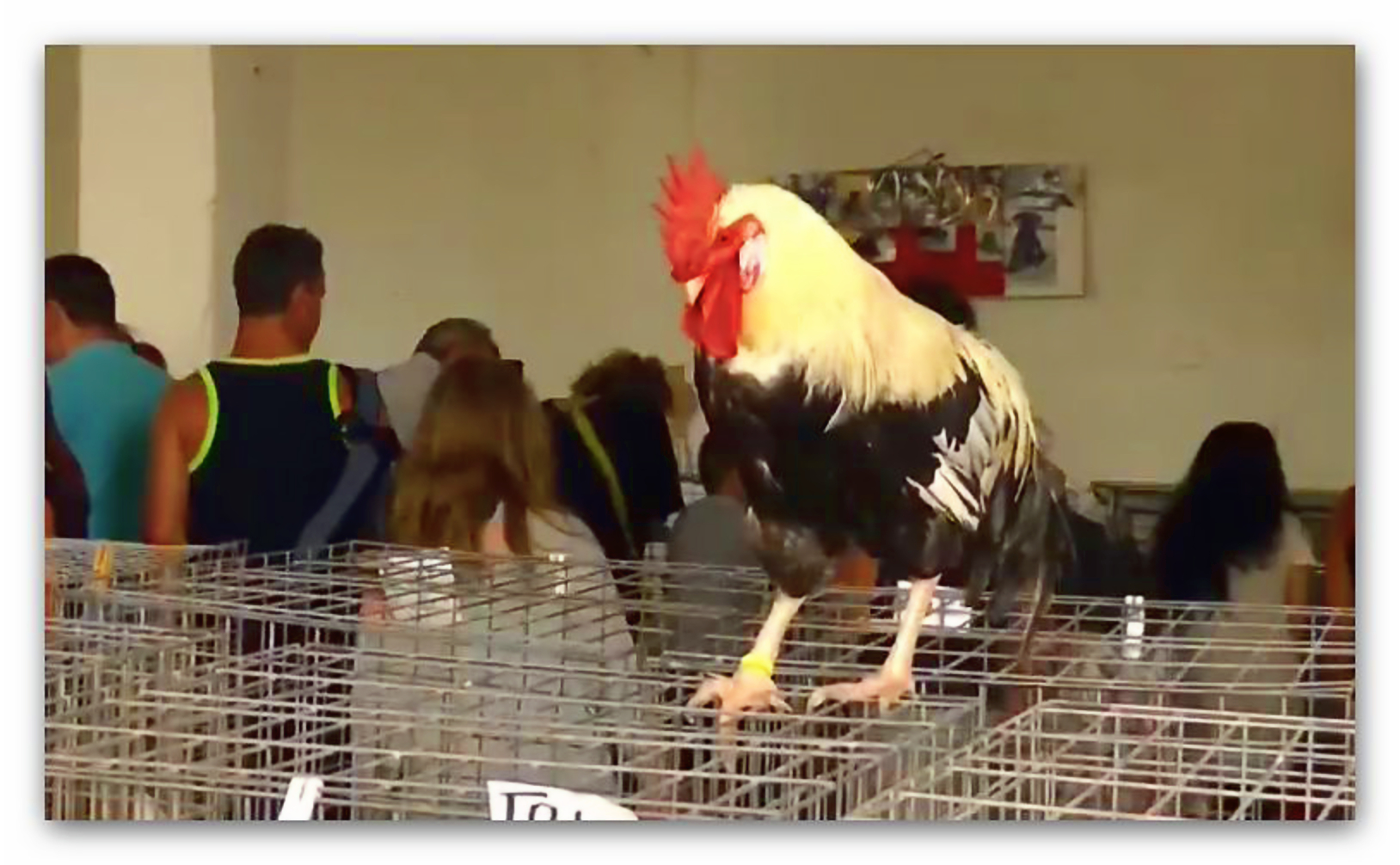
Lebendes Geflügel im Angebot
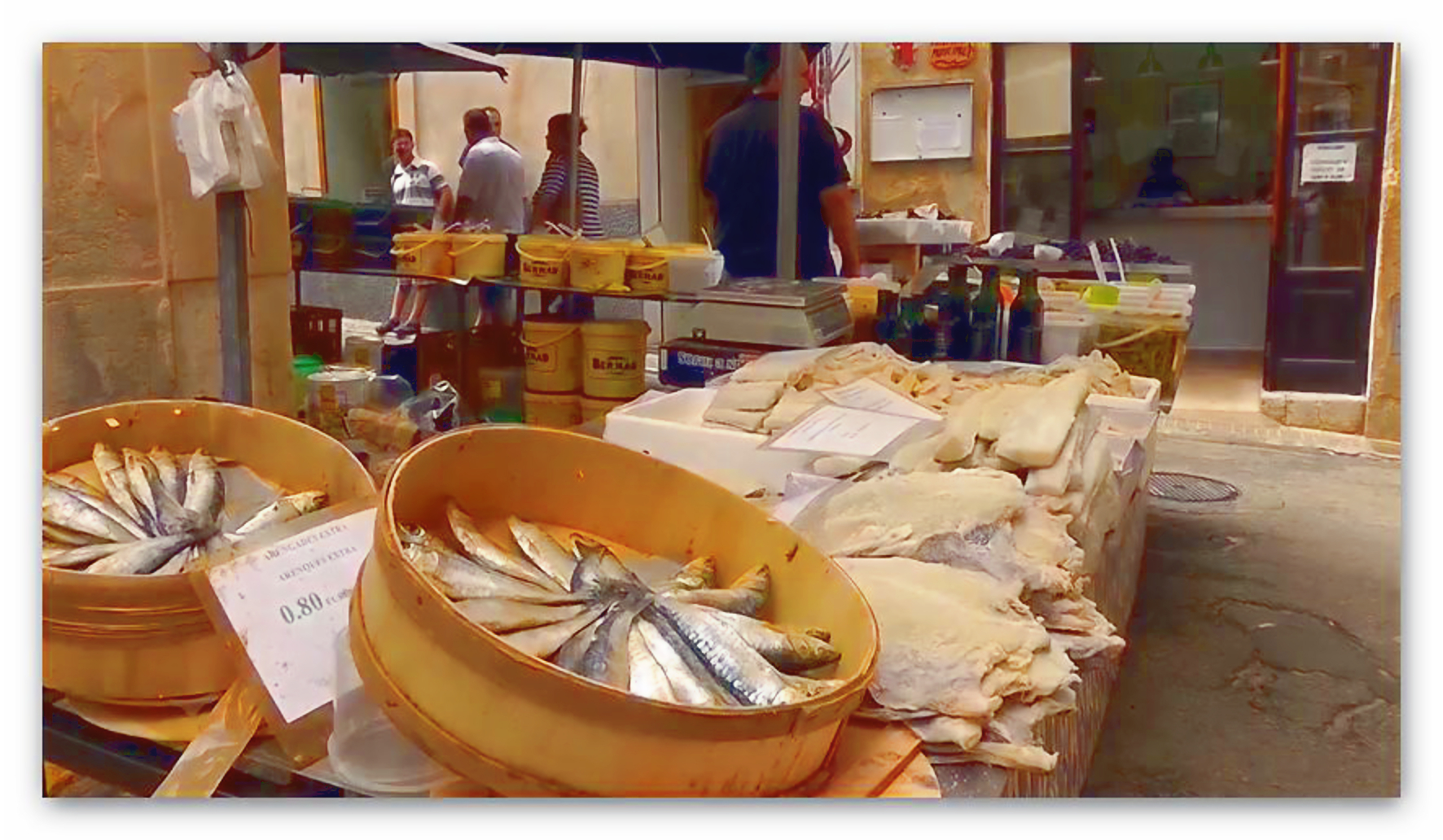
Stockfisch

### Verkehr

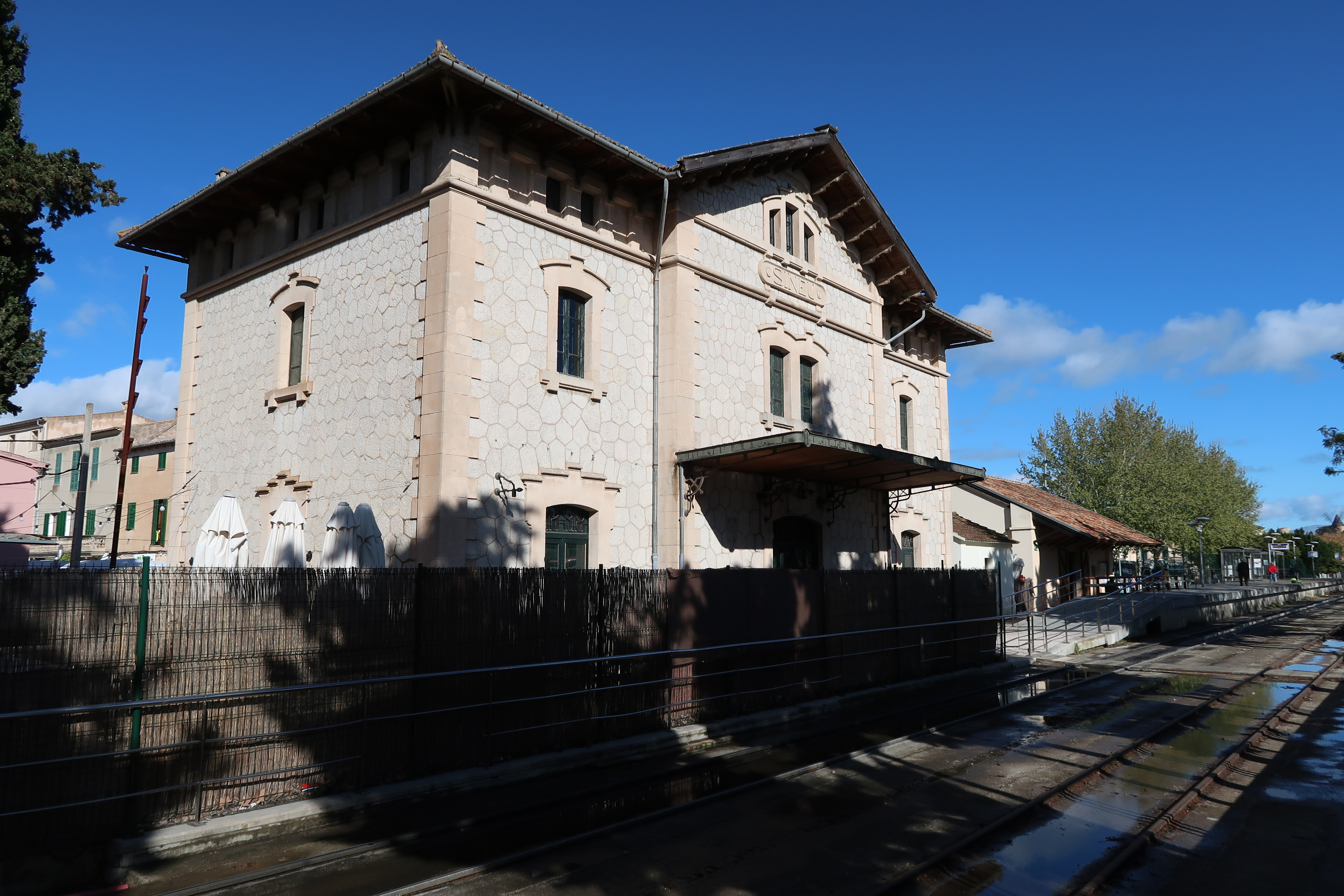
Bahnhofsgebäude

Sinéu ist Haltepunkt an der Bahnlinie von Inca nach Manacor.

## Sehenswürdigkeiten
- Pfarrkirche Nuestra Senyora de los Angeles mit kleinem Kirchenmuseum. Die Kirche wurde 1248 erstmals erwähnt und nach einem Brand im 16. Jahrhundert neu errichtet.
- Denkmal Lleó de Sant Marc auf dem Kirchplatz zu Ehren des Stadtpatrons, des Hl. Markus
- Kloster Convento de las Monjas
- Gemeindehaus Casa Consistorial im ehemaligen Franziskanerkloster Sant Francesc aus dem 18. Jahrhundert
- Wochen-, Vieh- und Flohmarkt in der Innenstadt jeden Mittwoch

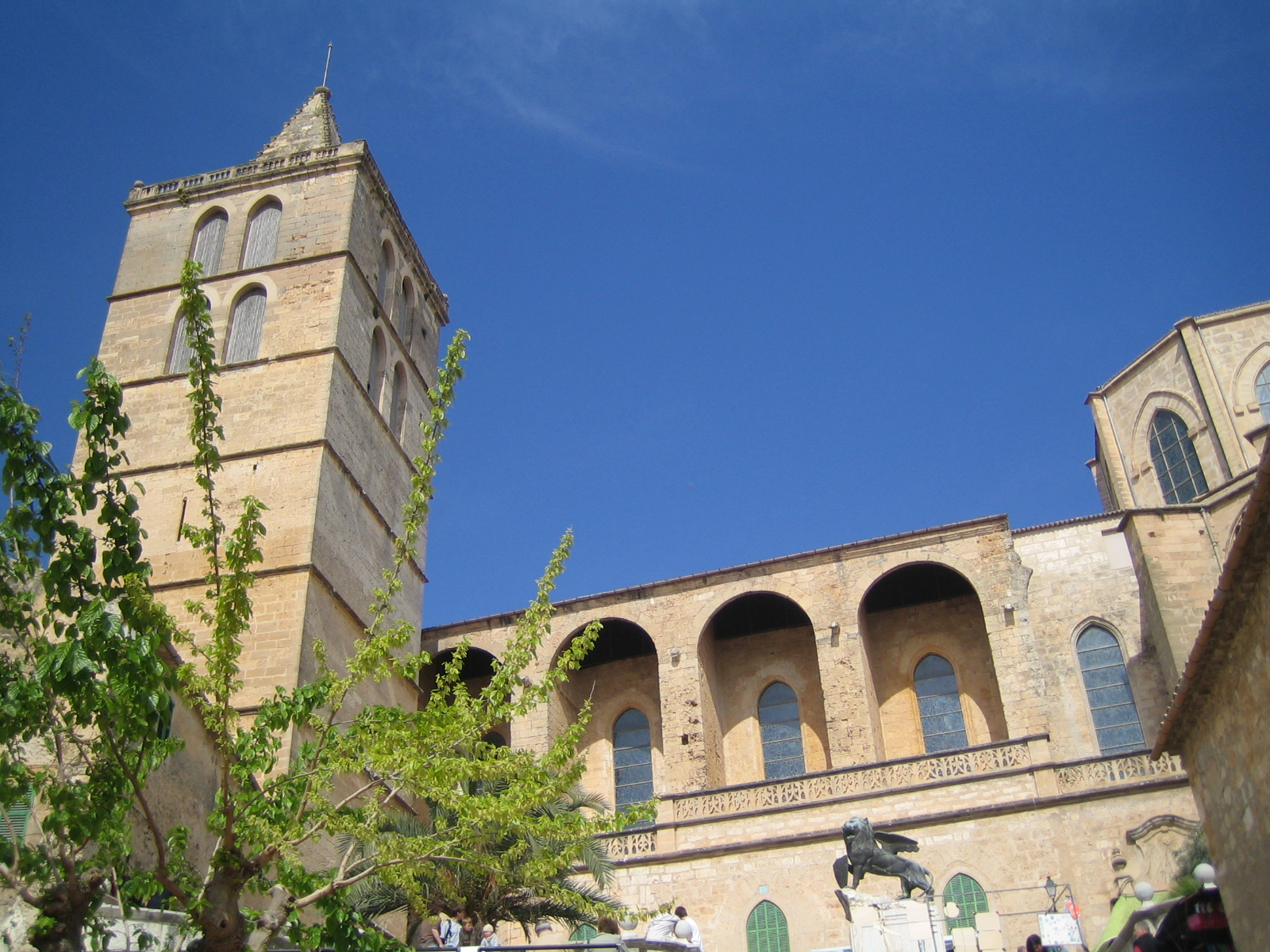
Pfarrkirche
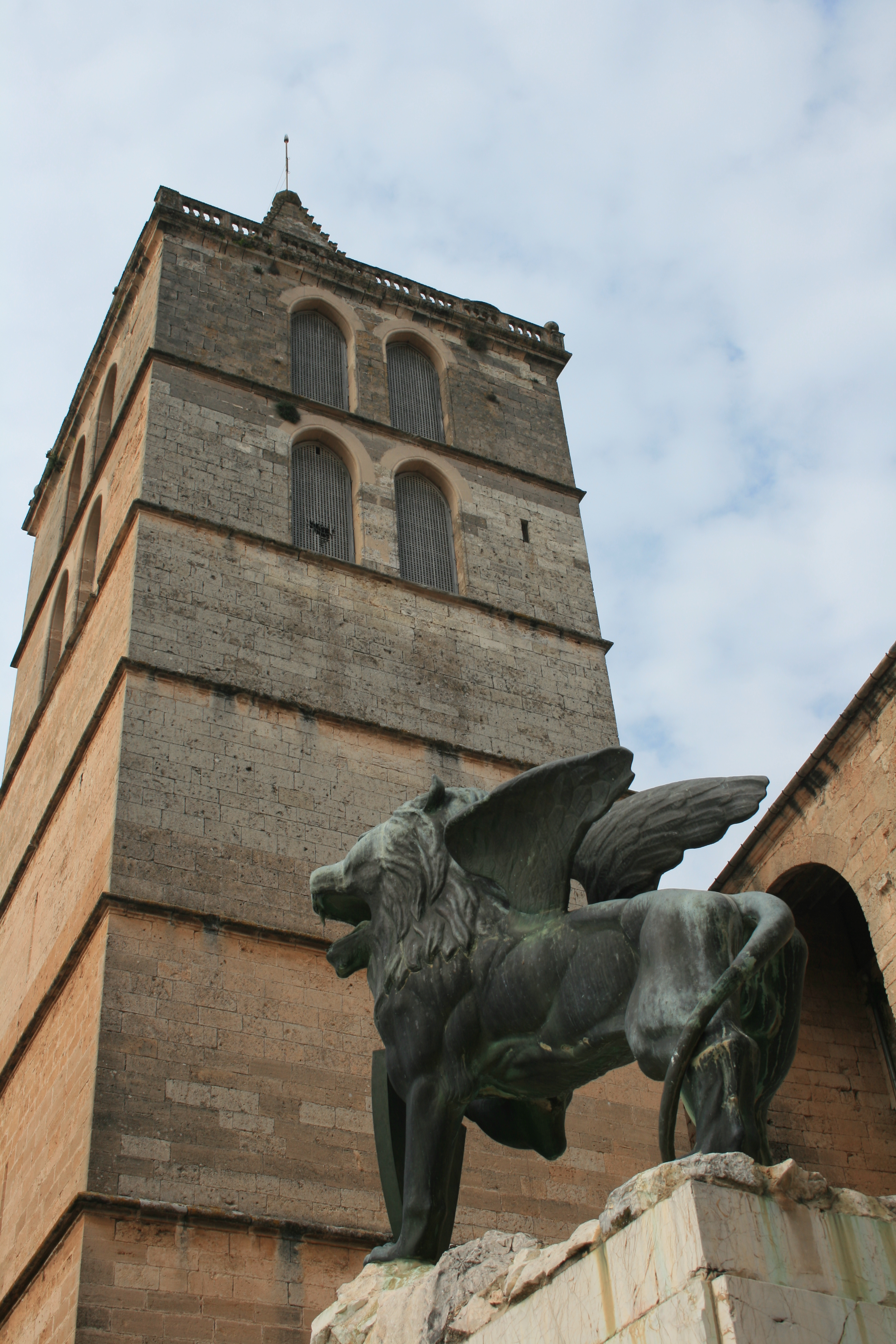
Freistehender Glockenturm mit dem geflügelten Löwen Lleó de Sant Marc
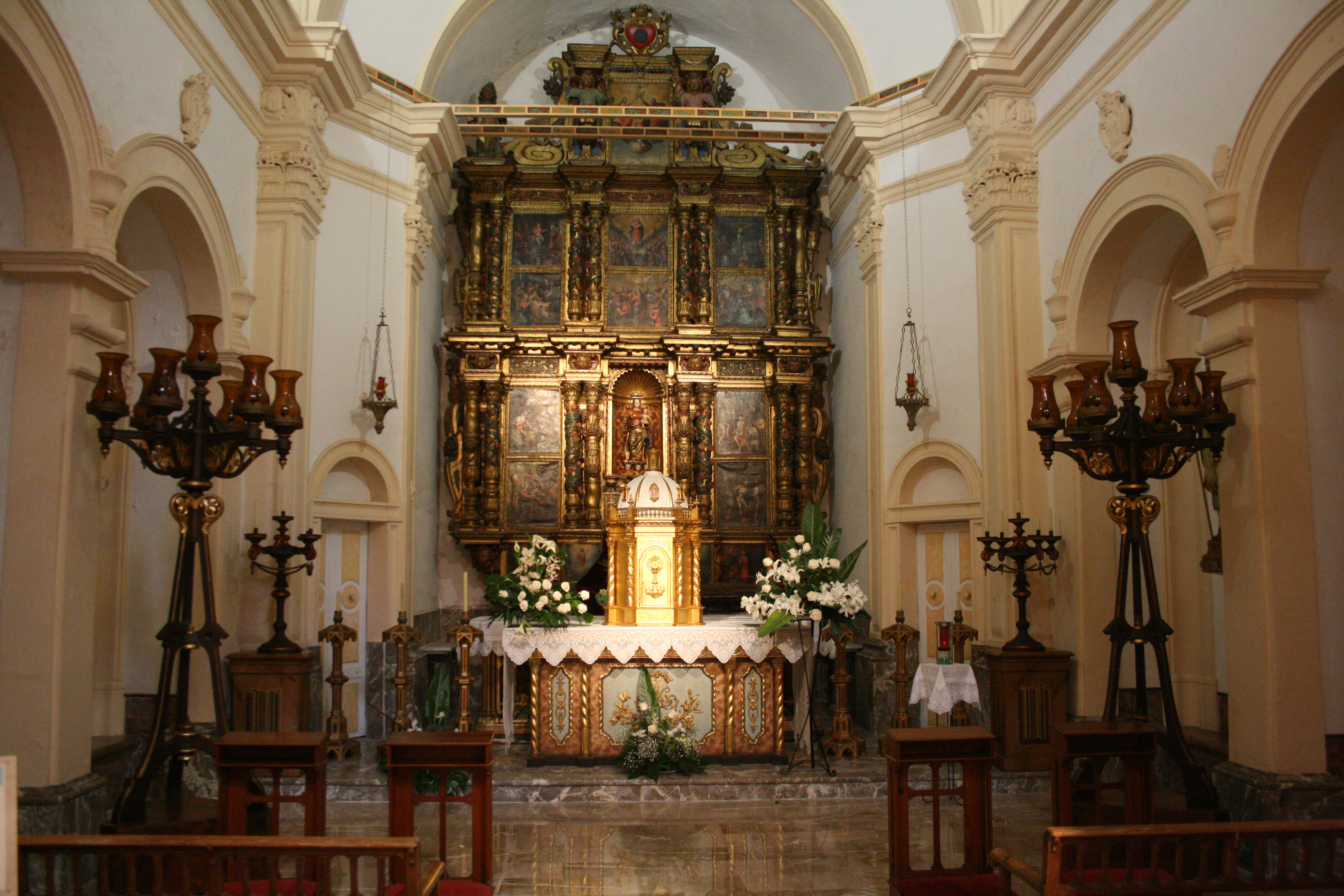
Seitenkapelle von Maria mit dem Rosenstock
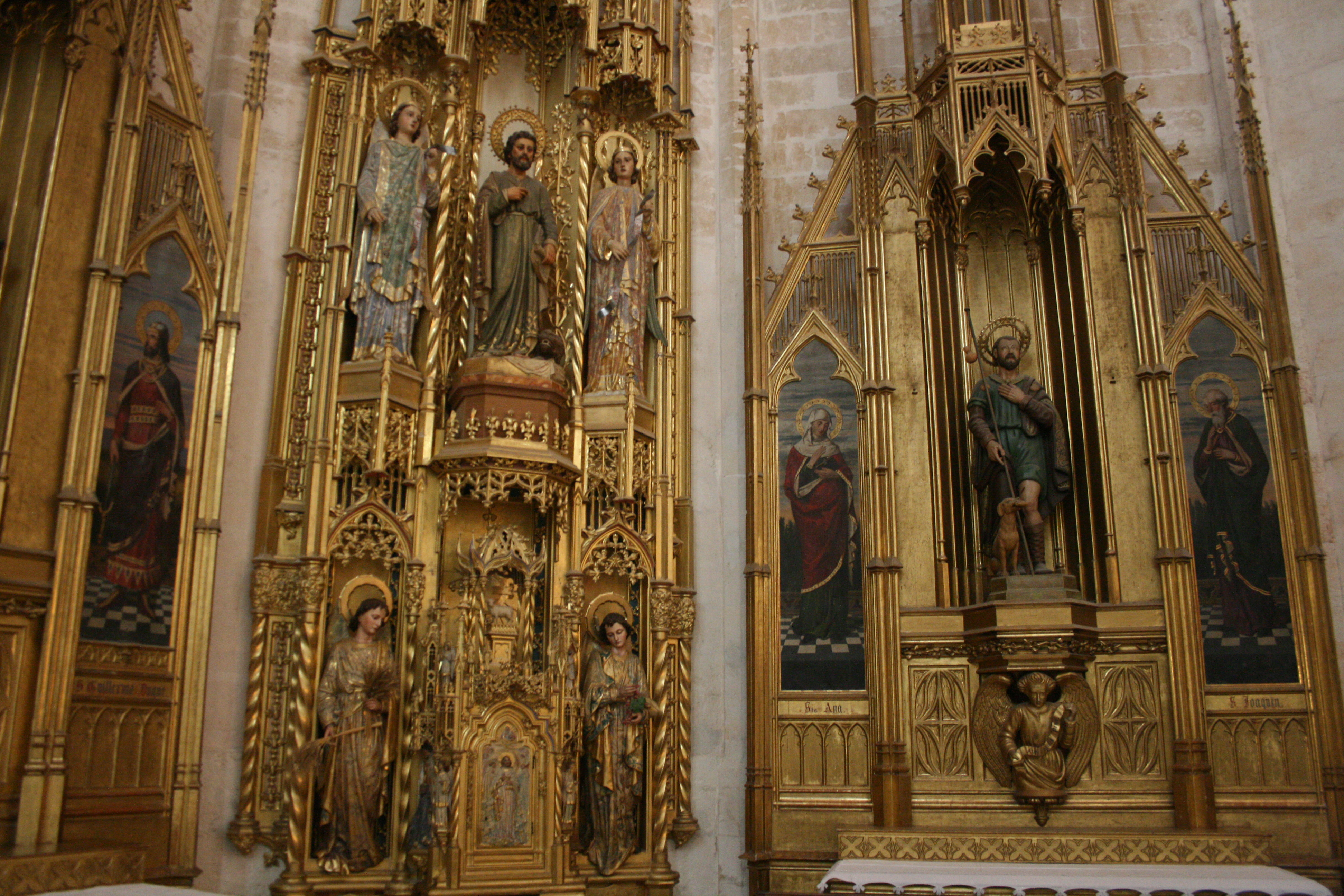
Altarraum
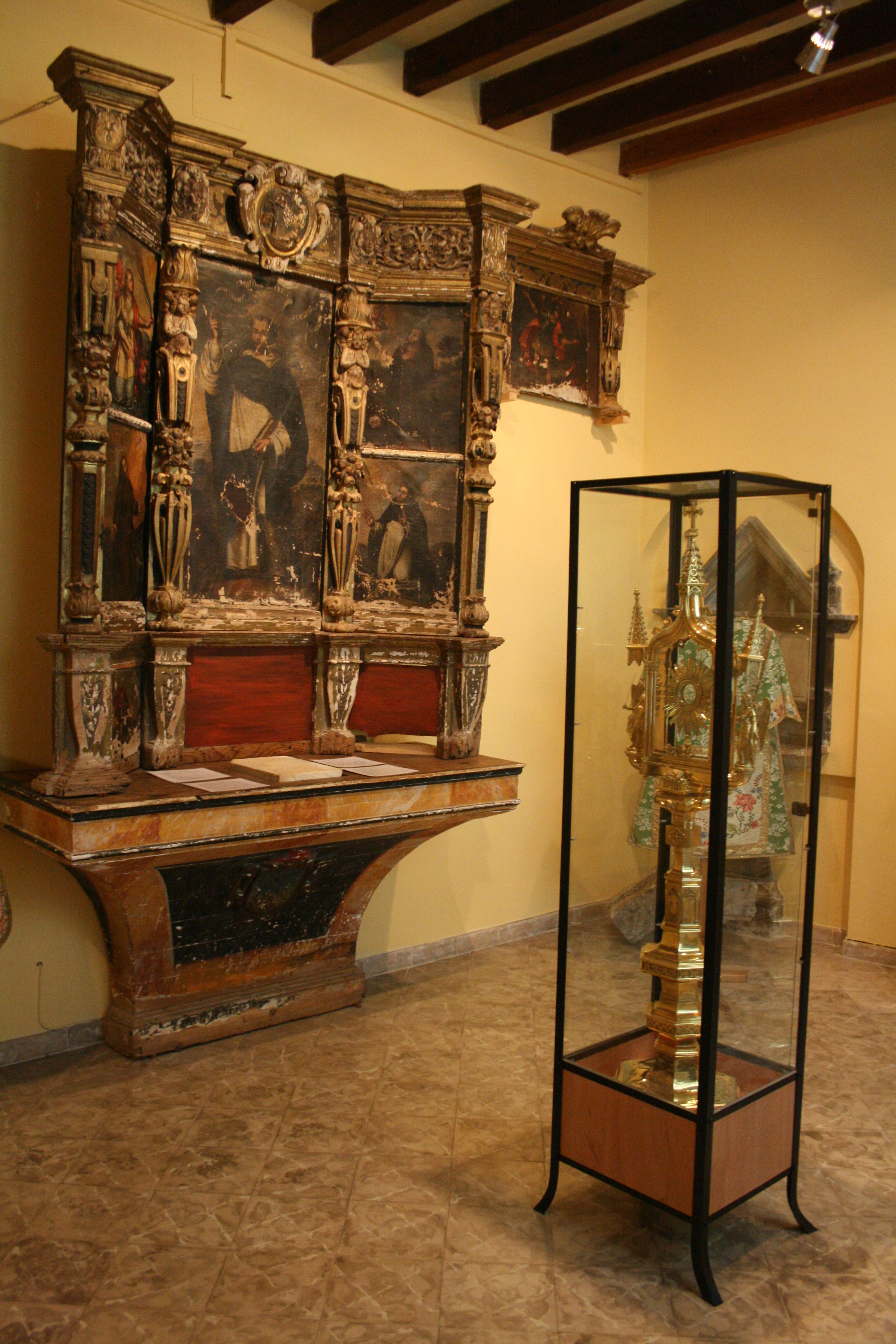
Kirchenmuseum

## Töchter und Söhne der Gemeinde
- Francisco Tortellá (* 1937), Radrennfahrer
- Bartolomé Caldentey (* 1951), Bahnradsportler